# Історія євреїв Зіньківщини
Історія євреїв Зіньківщини — більш ніж столітній період існування єврейської етноконфесійної спільноти в Зіньківському повіті Полтавської губернії, пізніше — в Зіньківському районі Харківської та Полтавської областей.

## Історія
У XVIII ст. основна маса єврейського населення Європи проживала в Німеччині та Польщі. До Росії в'їзд даної нації був заборонений. Розселення їх в Лівобережній Україні відбувалося в кінці цього століття в результаті поділів Польщі Росією, Пруссією і Австрією. Відповідно до указу 1791 року Лівобережжя увійшло до так званої «смуги осілості». Сюди ж відносилася й утворена в 1802 році Полтавська губернія.
Відомо, що на початку ХІХ ст. в новоутвореному Зіньківському повіті євреї не проживали. Тодішні міські власті Зінькова навіть вважали їх іноземцями. У своєму донесенні міський городничий інформував:
|  | «німців, греків, вірмен, євреїв та інших іноземців немає». |

Зіньківський нижній земський суд, що виконував поліцейські обов'язки, доносив:
|  | «у Зіньківському повіті євреї проживають тимчасово, переходячи з місця на місце, тому й кількість їхню вирахувати незручно, інших же іноземців, які постійно мешкають, немає взагалі». |

Євреї здебільшого селились у місті, проте проникали вони, попри всілякі адміністративні заборони й до містечок та сіл, де проживало «змішане населення» — поміщицькі та державні селяни. Заборонено їм було постійно мешкати в селах та містечках, де більшість складали державні селяни й козаки. У поміщицьках маєтках євреї займалися винокурною справою, у селах — шинкарством, дрібною торгівлею. Дехто віддавав перевагу земельній оренді. Хоч у Полтавській губернії й не було до середини ХІХ століття практики відкупів — збирання податку приватними особами, та діяльність місцевих євреїв стимулювала їхню появу. 1840 року населення 23 сіл Зіньківського повіту ініціювало введення в своїх населених пунктах відкупів; євреї укладали контракти з поміщиками. Звичайно, така діяльність була вигідна єврейській громаді, оскільки за законом певний відсоток від зібраної суми вони залишали собі.
У земському середовищі розгорнулася дискусія щодо включення євреїв до складу міських (сільських) товариств. В тодішньому суспільстві панували антисемітські стереотипи та невміння розрізняти інтереси різних верств єврейського народу. Олександр Людвігович Рот, Зіньківський повітовий предводитель дворянства, виступав проти включення, вбачаючи пряму шкоду для «християнського населення» від розширення прав євреїв. Про це він писав до Полтави 13 вересня 1881 року, зазначаючи, що
|  | «безумовна заборона євреям роздрібного продажу спиртних напоїв задовольнила б загальні очікування, а разом з тим відняла б і на перших порах головну, шкідливо спрямовану силу єврейства». |

Цього року «питейных заведений», утримуваних євреями, у повіті було 87, у Зінькові — 23. До «нешкідливих» євреїв О.Рот відносив великих власників, якщо вони не займалися продажем горілки, але таких було надзвичайно мало. 53 зіньківських євреї мали в місті осілу власність. За межами міста 33 особи з євреїв мали земельну осілість від 308 квадратних сажень до 10 десятин, 3 особи мали поземельну власність в кількості 1302 десятин і 7 осіб орендували маєтки в кількості 3960 десятин.
На початку ХХ століття зіньківські євреї поряд з іншими мешканцями міста брали активну участь в суспільно-політичному житті. Під час революції 1905 року марксистську літературу поширював житель міста В. М. Повзнер. Протягом цілого тижня (грудень 1905 року) влада у Зінькові перебувала в руках повітового комітету, до якого, зокрема, входив зіньківчанин Лівшиць та ін.
15 липня 1917 року відбулися вибори до Зіньківської міської думи. По списку № 14 від єврейської громади її представники отримали 2 місця, по списку № 10 — 2 місця.

## Статистичні дані
Чисельність єврейського населення Зінькова в різні роки варіювалася, досягаючи максимуму на початку ХХ ст.:
- 1804 — 0
- 1840—251 (по повіту — 82)
- 1847—304
- 1861—450
- 1863—514 (по повіту — 201)
- 1865—514
- 1881—991 (по повіту — 765)
- 1897—1263, що становило 12,1 % населення міста (по повіту — 607)
- 1908—1477 (по повіту — 514)
- 1910—1525
- 1920—1182
- 1923—972
- 1926—608
- 1939—142

В січні 1942 року в Зінькові гітлерівцями були розстріляні сотні євреїв, що стало кінцем існування місцевої громади.

## Цікаві факти
- У 1871 році євреї містечка Грунь клопоталися перед Зіньківськими повітовими земськими зборами про перенесення базарного дня з суботи. В силу свого віросповідання вони були позбавлені можливості здійснювати закупівлі цього дня. Збори рекомендували жителям Груні обох віросповідань дійти до згоди з цього приводу[10].
- В 1910-ті роки чимало зіньківських євреїв займалося торгівлею, медициною, аптекарською справою. Одним із найвідоміших зіньківських євреїв був міський лікар, що працював у передреволюційні роки, колезький асесор Мойсей-Арон Левикович Бродський. Провізором аптеки був Лейба Пінхусович Клейман. У земській лікарні працював Пейс. Мордух. Непомнящий. Одним із зубних лікарів була Лея Йосипівна Мошкевич-Мирська (прийом здійснювався в будинку Ельперштейна). Власником однієї з зіньківських типографій був Гдаля Нотович Підземський, у місті популярністю користувалося фотоательє Герша Матусовича Рубінштейна. Агентом Першого Російського страхового товариства «Росія»[ru] був Рувим Наумович Бродський, агентом «Російського страхового товариства» був Самійло Самійлович Раковщик[11].
- На початку ХХ століття в місті діяло Товариство допомоги бідним євреям (голова — Мойсей Гершович Каневський) та товариство ритуальних послуг «Хевра Кадіша[en]». Ще в 1865 році в Зінькові існувала синагога, станом на 1910 рік було вже 2 синагоги і єврейське кладовище. Казенним рабином був Семен Сімеонович Раковщик. У 1927 році в місті був відкритий єврейський лікнеп для дорослих[12].
- З зіньківських євреїв походив відомий художник книжкової графіки Євген Ісакович Коган[13] (1906—1983).